# Silvan Aegerter
Silvan Aegerter (Grenchen, 5 de maio de 1980) é um futebolista suíço que atua como meio-campista. Joga no FC Zürich, e seu clube anterior foi o FC Thun, que defendeu entre 2001 e 2007.